# Tanytarsus usmaensis
Tanytarsus usmaensis är en tvåvingeart som beskrevs av Félix Pagast 1931. Tanytarsus usmaensis ingår i släktet Tanytarsus och familjen fjädermyggor.
Artens utbredningsområde är Manitoba. Arten är reproducerande i Sverige. Inga underarter finns listade i Catalogue of Life.